# Haliclona isodictyalis
Haliclona isodictyalis är en svampdjursart som beskrevs av Patricia R. Bergquist 1961. Haliclona isodictyalis ingår i släktet Haliclona och familjen Chalinidae. Inga underarter finns listade i Catalogue of Life.